# El caso del secretario italiano
El caso del secretario italiano es una novela de misterio de Caleb Carr protagonizada por Sherlock Holmes y el Dr. Watson. Este pastiche está escrito como un homenaje a Sir Arthur Conan Doyle y tiene la aprobación oficial de sus representantes.
En España el libro fue publicado por Ediciones B en 2006 con traducción de Eduardo Iriarte.

## Trama
El arquitecto Sir Alistair Sinclair ha sido asesinado mientras rehabilitaba la torre oeste del palacio real de Holyroodhouse en Edimburgo. En esta torre fue donde vivió María Estuardo, y donde su secretario David Rizzio fue asesinado. Mycroft Holmes, el hermano de Sherlock, teme que estos asesinatos tengan que ver con una conspiración contra la reina Victoria en la que está conchabado el kaiser Guillermo. En ruta a Edimburgo, el tren en el que viajan Holmes y Watson es atacado por un supuesto terrorista escocés, pero aun mayores peligros les esperan en Holyroodhouse. El lamento de una mujer llorosa, cadáveres cruelmente perforados y destrozados, un charco de sangre "que nunca se seca" y una voz italiana desencarnada con gustos musicales inesperados implican la ira de espectros detrás de las recientes atrocidades. Pero Holmes y Watson deducen que la codicia, más que los fantasmas, puede ser la culpable.

## Personajes enEl caso del secretario italiano
- Sherlock Holmes
- John H. Watson M.D.
- Mycroft Holmes

## Edición original
- 2005, United States, publisher ISBN 0-7867-1548-0, Pub date 2005, binding

## Recepción
Geoff Nicholson, escribiendo para The New York Times, calificó la acción como "material trepidante" y la describió como "buen y honesto sensacionalismo". Colin Greenland, de The Guardian, elogió la caracterización que hace Carr de Sherlock Holmes y Mycroft, aunque consideró que el libro a veces resulta prolijo: "La versión de Carr reproduce de manera excelente el peculiar brillo de las deducciones de Holmes, a menudo absurdas pero espectacularmente acertadas, aunque él mismo es un terrible charlatán. El misterio no es gran cosa y se ve interrumpido con demasiada frecuencia por explicaciones de cosas que Doyle daba por sentadas, como por ejemplo quién fue María Estuardo". Publishers Weekly encontró la novela menos impresionante en comparación con los trabajos anteriores del autor, comentando: "Aunque la novela cautiva, no iguala a ninguno de los dos megaventas previos de Carr en cuanto a invención argumental o profundidad de personajes". Kirkus Reviews también fue crítica con la obra, señalando: "Es divertida durante unas cien páginas, porque Carr imita bastante bien la elegante voz narrativa de Conan Doyle... Pero las sucesivas revelaciones se vuelven cada vez más inverosímiles".